# Nicola Pfund
Nicola Pfund (Sorengo, Suiza, 1960) es un escritor y bloguero suizo en italiano.
Originario del Cantón Schaffhausen, nace en Sorengo (Región del Ticino). Después de estudiar Magisterio consigue el diploma de bibliotecario-documentarista y posteriormente el de profesor de Cultura general. Actualmente es profesor en la escuela profesional y colabora como periodista deportivo.
Diferentes publicaciones de varios géneros: didáctico-pedagógico, histórico, deportivo, filosófico y de viajes. 
En 2012 publica un blog dedicado al triatlón, con temáticas concernientes a la ecología y la ética deportiva. Este tiene una inmediata acogida, hasta el punto de ser seleccionado, tras un año y medio, y junto a siete de los más importantes blogueros de Suiza, para un proyecto de participación de la blogosfera en la difusión de nuevos conceptos de estrategias energéticas por parte de la Confederación Suiza.